# قارابوين
قارابوين هي بلدة في مقاطعة بايسون في ولاية صرخنداريا في أوزبكستان.